# Asparuchovo (distrikt i Bulgarien, Montana)
Asparuchovo (bulgariska: Аспарухово) är ett distrikt i Bulgarien.   Det ligger i kommunen Obsjtina Medkovets och regionen Montana, i den nordvästra delen av landet, 110 kilometer norr om huvudstaden Sofia.
Trakten runt Asparuchovo består till största delen av jordbruksmark. Runt Asparuchovo är det ganska glesbefolkat, med 23 invånare per kvadratkilometer.